# Bratislava hlavná stanica
Bratislava hlavná stanica (afkorting: Bratislava hl.st.) is het centraal station van Bratislava. Het is een van de drukste treinstations in Slowakije en verwerkt dagelijks bij benadering 60.000 passagiers en 200 treinen.

## Geschiedenis

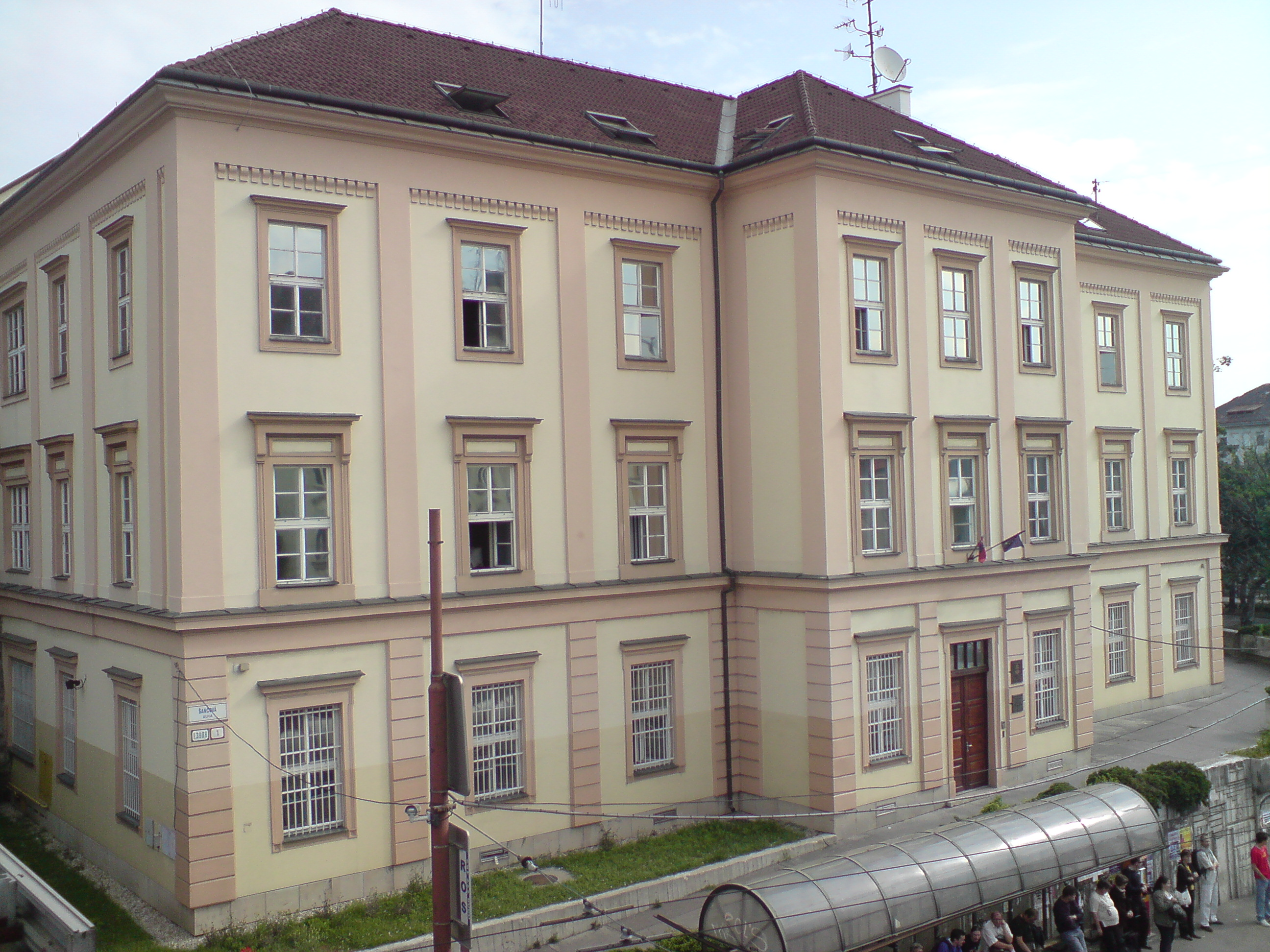
Het eerste stationsgebouw, in 1848 gebouwd in de Šancová-straat.

Het eerste station in Bratislava werd in 1848 aan de Šancová-straat 1 gebouwd als terminus voor de lijnen Wenen - Gänserndorf - Bratislava en Břeclav - Bratislava.
Meer dan een halve eeuw later, in 1905, ontwikkelde architect Ferenc Pfaff enkele honderden meters verder (Franz Lisztplein) een nieuw station in eclectische stijl. Toen op 1 januari 1919 de Tsjechoslowaakse troepen op het punt stonden om Bratislava binnen te vallen, vonden in dit stationsgebouw onderhandelingen plaats tussen vertegenwoordigers van de inwoners van Bratislava onder leiding van Paul Wittich, en Entente-officieren onder leiding van de Italiaanse kolonel Barreca.
In 1960 onderging het gebouw aan de buitenkant veranderingen: de eclectische kenmerken werden verwijderd teneinde het geheel een meer "socialistisch" uitzicht te geven. Gelijktijdig pakte men het interieur aan : in de lokettenzaal schilderde kunstenaar František Gajdoš (° 10 oktober 1921) een fresco in socialistisch realisme-stijl.
Aan de voorgevel van dit station werd in 1989 een moderne veelhoekige glazen ruimte bijgebouwd. Deze uitbreiding met twee niveaus draagt in de volksmond de naam skleník (glazen huis). Tot de bouw van deze extensie werd overgegaan wegens ruimtegebrek.
Er zijn plannen om dit zogenaamde "glazen huis" in de toekomst te vervangen door een complex waar ook commerciële ruimten (onder meer winkels...) zullen voorhanden zijn. Bij die gelegenheid zal wellicht de plaatselijke tramhalte worden omgebouwd naar een ondergrondse halte.
In het verre verleden werden op het stationsemplacement ook goederenwagens geladen en gelost. In het station was een uniek wijntransportsysteem " vinovod " in gebruik, dat bestond uit slangen. Deze werden in het station aan bierwagons gekoppeld, met als gevolg dat het bier van het station rechtstreeks naar de wijnkelders van de familie Palugyay vloeide.
Het station was ook uitgerust met een kabelbaan die toeliet vracht vanuit het station rechtstreeks naar de munitiefabriek Patrónka te transporteren, en omgekeerd.
Naarmate het personenvervoer echter toenam, werd het goederenvervoer geleidelijk naar andere locaties overgeheveld. De nog steeds bestaande verkeersdrukte die gedeeltelijk veroorzaakt wordt door voorbijrijdende goederentreinen, zal in de toekomst worden opgevangen door de bouw van de Lamačtunnel onder het massief van de Kleine Karpaten.
Anno 2021 bestaat het eerste gebouw uit 1848 nog steeds. In dat gebouw zijn de diensten van de spoorwegpolitie gevestigd.

## Ligging
Het centraal station van Bratislava (oeuvre van architect Ferenc Pfaff, 1905) is gelegen aan de Námestie Franza Liszta (vertaald: Franz Lisztplein), op de grens van de wijken Staré Mesto en Nové Mesto. Het ligt op een wandelafstand van ongeveer 15 minuten (1,3 kilometer) ten noorden van het oude stadscentrum.
Op het Franz Lisztplein zijn er overstapmogelijkheden naar autobussen en naar de "Bratislava trolleybus", die uitgebaat worden door de "Bratislava City Transport Authority".
Er is eveneens een taxistandplaats en vlakbij is er ook een halte voor tramlijnen.

## Indeling

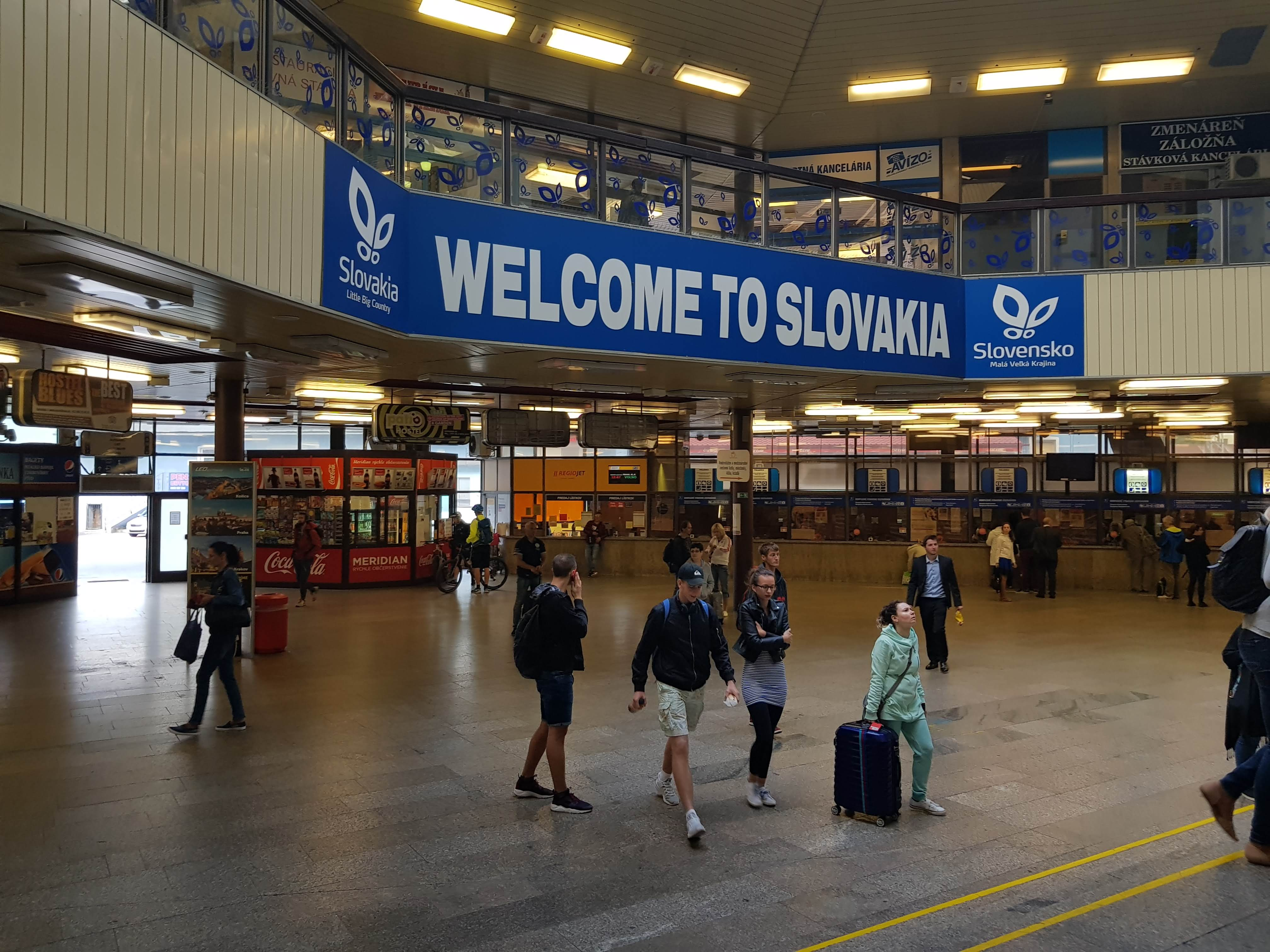
De inkomhal met twee niveaus in het zogenaamde Glazen huis werd aan het station toegevoegd in 1989.

### Inkomhal
De inkomhal bestaat uit twee delen:
- aan de kant van de sporen: het oorspronkelijke stationsgebouw uit 1905,
- aan de straatkant: de nieuwe aanbouw (het Glazen huis) uit 1989.

In de inkomhal bevindt zich het merendeel der faciliteiten en diensten voor de reizigers, zoals ticketverkoop, bagagebewaarplaats, klantendienst ŽSSK, wachtzaal, restaurant en diverse buffetten.

### Perrons
Het station heeft 6 perrons. De perrons 1 en 6 geven elk toegang tot slechts een spoor. De andere perrons geven toegang tot twee sporen. Tussen de perrons 2 en 3 zijn er -benevens de perronsporen- bovendien twee doorgaande sporen voor treinen die niet in het station stoppen (in hoofdzaak goederentreinen).
Perron 1 is rechtstreeks toegankelijk vanaf het stationsgebouw en is drempelvrij.
De perrons 2, 3, 4 en 5 zijn bereikbaar via drie gangen onder de sporen. Liften vergemakkelijken de toegang. Perron 6 wordt het minst gebruikt: het ligt in het verlengde van perron 1.

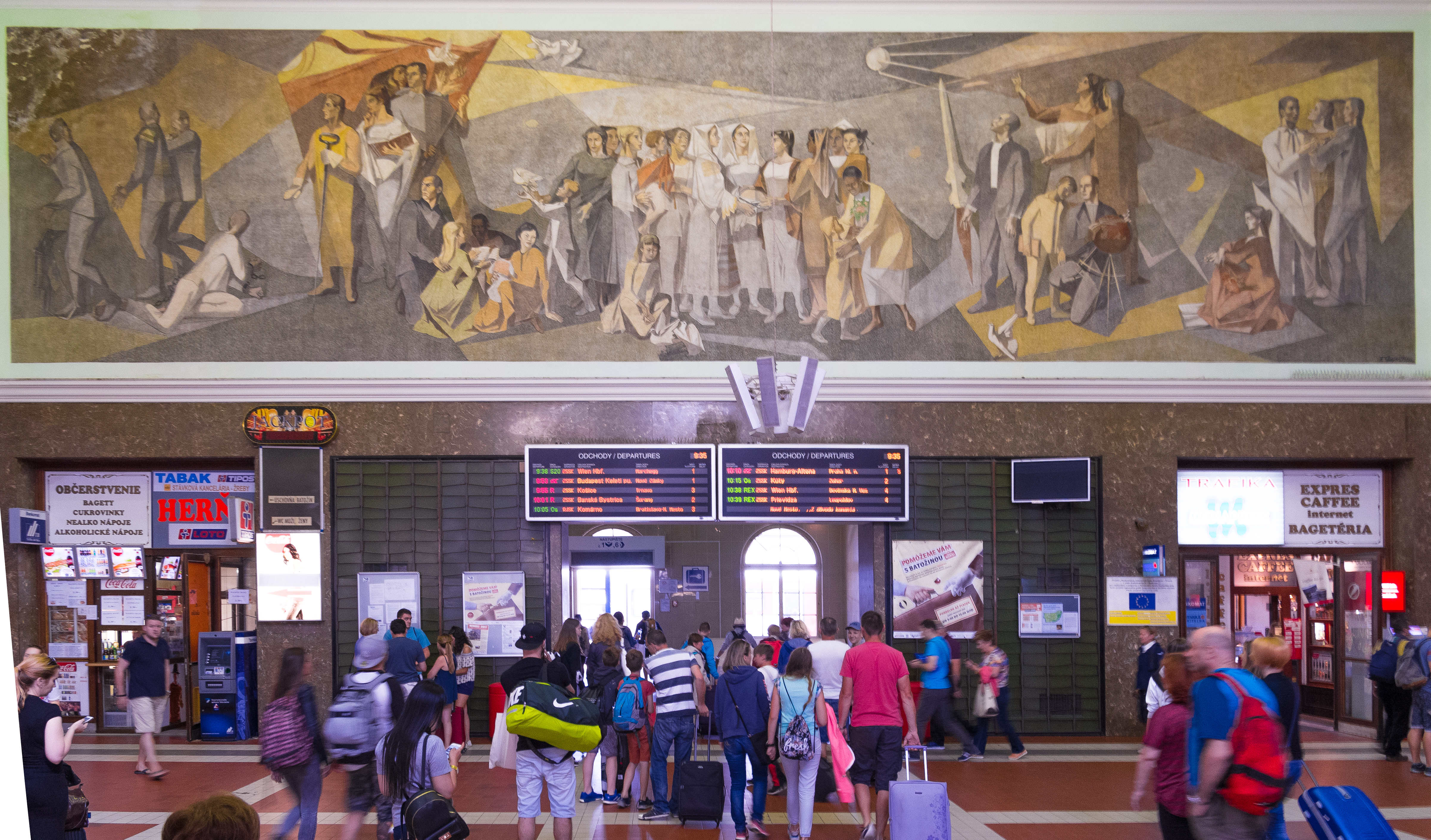
De inkomhal van het origineel gebouw uit 1905 leidt naar de toegang tot de perrons. Men ziet er de muurschildering van František Gajdoš uit 1960.

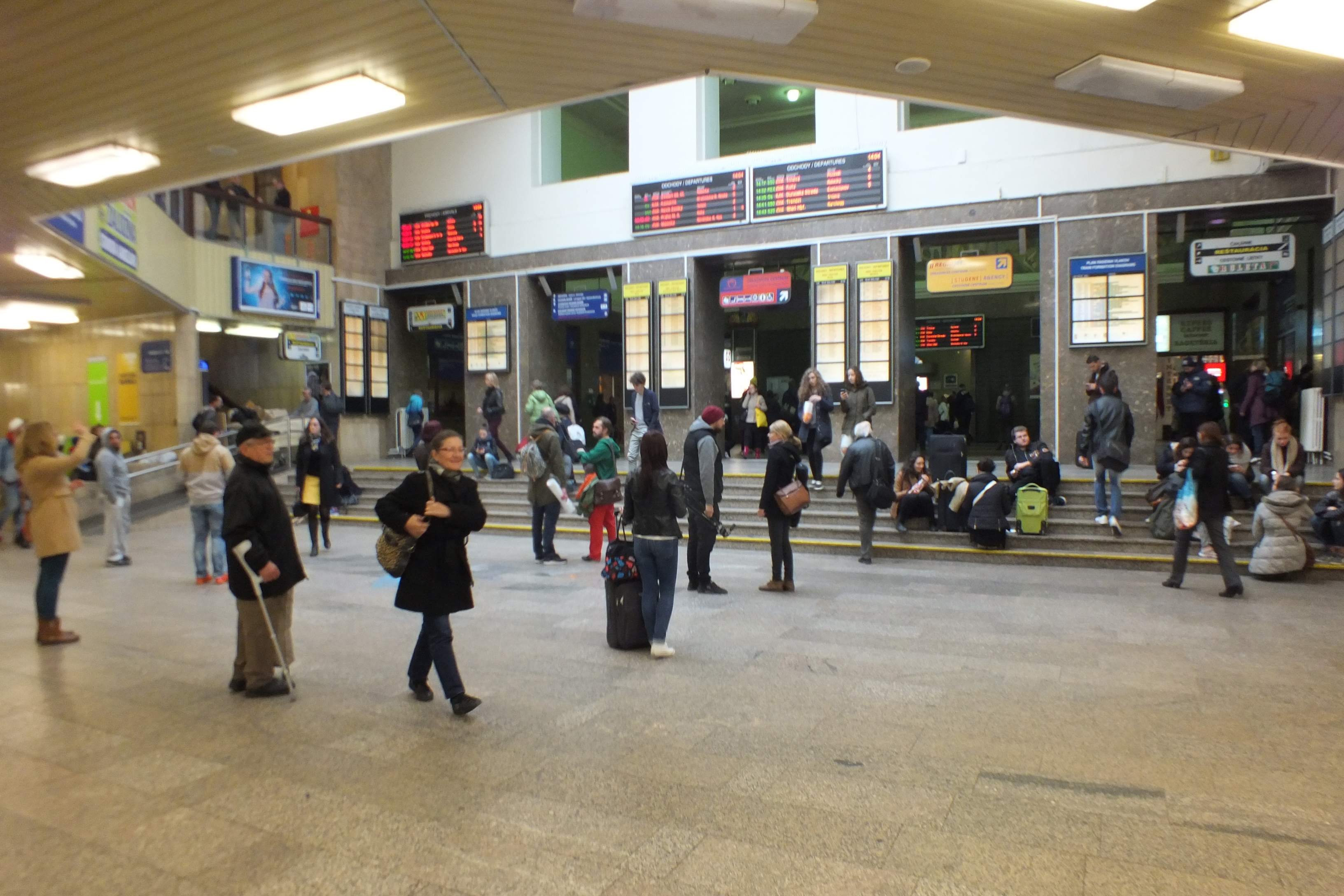
De overgang van het "glazen huis" (1989), via trappen, naar origineel gebouw uit 1905.

## Treinsoorten
- InterCity (IC) (stopt alleen in steden),
- EuroCity (EC) (als IC, maar dan internationaal),
- EuroNight (EN) (nachttrein),
- Rýchlik (R) (sneltrein),
- Regionálny rýchlik (RR) (regionale sneltrein),
- Expres (Ex) (exprestrein),
- Regionálny expres (REX) (regionale exprestrein).

## Verbindingen

### Binnenland
Treinen van alle categorieën stoppen in het station. Er rijden treinen in voorstadsverkeer en snelle langeafstandstreinen. Ze verbinden Bratislava met bijna alle grote Slowaakse steden, zoals bijvoorbeeld Košice, Rožňava, Leopoldov, Prešov, Žilina, Banská Bystrica, Trenčín, Trnava en Prievidza.

### Internationaal
Veel rechtstreekse dag- en nachttreinen hebben hier een stilstand. Benevens treinen van de ZSSK rijden er ook treinen van de particuliere vervoersmaatschappij RegioJet naar Praag.
Anno 2021 is het mogelijk om vanaf het centraal station van Bratislava te reizen zonder overstap naar de volgende plaatsen:
- Tsjechië : Praag, Brno, Ostrava, Pardubice, Ústí nad Labem, Břeclav,
- Oostenrijk : Wenen, Salzburg, Innsbruck, Linz,
- Hongarije : Boedapest,
- Polen : Warschau, Krakau, Katowice, Wrocław, Opole, Terespol,
- Duitsland : Berlijn, Hamburg, Dresden, Frankfurt (Oder),
- Zwitserland : Zürich.

Voorbeelden van internationale treinen die het centraal station van Bratislava bedienen
- Regional Express Bratislava - Marchegg - Wien Hbf,
- EuroCity Metropolitan : Boedapest - Bratislava - Brno - Praag,
- EuroNight Metropol : nachttrein met rechtstreekse lig- en slaaprijtuigen: Boedapest - Břeclav, Berlijn, Wroclaw, Warschau, Praag,
- EuroCity Hungaria : Boedapest - Bratislava - Brno - Praag - Berlijn - Hamburg,
- EuroCity Báthory : Boedapest - Bratislava - Břeclav - Ostrava - Katowice - Warschau - Terespol,
- Railjet xpress : Bratislava - Wenen - Linz - Innsbruck - Zürich,
- RegioJet : Bratislava - Praag.

## Verkeersregeling
Het station behoort tot de spoorweginfrastructuur van de ŽSR. Het passagiersvervoer wordt grotendeels verzorgd door de ŽSSK.